# Aganippe bancrofti
Aganippe bancrofti is een spinnensoort in de taxonomische indeling van de valdeurspinnen (Idiopidae).
Het dier behoort tot het geslacht Aganippe. De wetenschappelijke naam van de soort werd voor het eerst geldig gepubliceerd in 1914 door William Joseph Rainbow.